# RAG Aktiengesellschaft
RAG Aktiengesellschaft (RAG AG voorheen "Ruhrkohle AG") is een mijnbouwonderneming in Essen.
Uit de zogenaamde "witte sector" van RAG Aktiengesellschaft ontstond Evonik Industries, via de in juni 2007 opgerichte RAG-Stiftung.
De laatste twee nog actieve steenkoolmijnen in Duitsland (Bergwerk Ibbenbüren en Bergwerk Prosper-Haniel in Bottrop) van dochteronderneming RAG Deutsche Steinkohle AG, zijn in 2018 gesloten. De steenkoolwinning in Ibbenbüren werd op 17 augustus gestaakt, die in Bottrop stopte op 21 december als laatste steenkoolmijn in Duitsland.
Andere dochterondernemingen zijn RAG Anthrazit Ibbenbüren, RAG Montan Immobilien, RAG Mining Solutions, RAG Konzernrevision en RAG Verkauf.